# Hôpital Beaujon
El Hôpital Beaujon es un hospital de la Asistencia Pública - Hospitales de París (AP-HP) ubicado en Clichy (Altos del Sena).
El hospital forma parte del Grupo Hospitalario Universitario Nord - Universidad de París Cité de la AP-HP. Cuenta con una quincena de especialidades entre las que se encuentran gastroenterología, hepatología, cirugía hepatobilio-pancreática, cirugía colorrectal, ortopedia, estomatología y medicina interna.
Lleva el nombre de la calle del distrito 8 de París que rinde homenaje a Nicolas Beaujon, un gran financiero del reino, cuya fortuna le permitió financiar obras de caridad.